# جان غوثير
جان غوثير هو لاعب كرة قاعدة كندي، ولد في 29 أبريل 1937 في مونتريال في كندا، وتوفي في 20 فبراير 2013 في كيركلاند ليك في كندا.

## وصلات خارجية
- جان غوثير على موقع دوري الهوكي الوطني (الإنجليزية)
- جان غوثير على موقع قاعة مشاهير الهوكي (لاعب أن.إتش.أل) (الإنجليزية)
- جان غوثير على موقع EliteProspects.com (الإنجليزية)
- جان غوثير على موقع HockeyDB.com (الإنجليزية)
- جان غوثير على موقع Hockey-Reference.com (الإنجليزية)